# زبان چیکیتانو
چیکیتانو  یک زبان بومی مجزا است که در منطقه مرکزی استان سانتا کروز در شرق بولیوی و ایالت ماتو گروسو در برزیل صحبت می‌شود.

## طبقه بندی
چیکیتانو معمولاً به عنوان یک زبان ایزوله در نظر گرفته می‌شود. جوزف گرینبرگ آن را در پیشنهاد خود به زبان‌های ماکرو-ژه مرتبط کرده است، اما نتایج مطالعه او بعداً به دلیل اشکالات روش‌شناختی مورد سوال قرار گرفت.